# Davide Bais
Davide Bais (* 2. April 1998 in Rovereto) ist ein italienischer Radrennfahrer.

## Sportlicher Werdegang
Bais schloss sich 2019 zusammen mit seinem älteren Bruder Mattia Bais dem Cycling Team Friuli an und wechselte 2021 zum Eolo-Kometa Cycling Team, einem UCI ProTeam. In seinem ersten Jahr bei dieser Mannschaft gewann er die Bergwertung der Tour du Limousin. Mit dem Giro d’Italia 2022 beendete er seine erste Grand Tour als 125. der Gesamtwertung. Im Herbst 2022 wurde er Achter der Coppa Bernocchi, einem Wettbewerb der UCI ProSeries.
Bais gewann nach einer Flucht von 212 Kilometern in einem Dreiersprint einer ursprünglich vierköpfigen Ausreißergruppe die Bergankunft der 7. Etappe des Giro d’Italia 2023 am Gran Sasso d’Italia und trug sechs Tage die Maglia Azzurra des Führenden in der Bergwertung.

## Erfolge
2021
- Bergwertung Tour du Limousin

2023
- eine Etappe Giro d’Italia

## Grand Tour-Platzierungen
| Grand Tour            | 2022 | 2023 | 2024 |
| --------------------- | ---- | ---- | ---- |
| Giro d’ItaliaGiro     | 125  | 81   | 76   |
| Tour de FranceTour    | –    | –    |      |
| Vuelta a EspañaVuelta | –    | –    |      |